# Scrophularia lucida
Scrophularia lucida är en flenörtsväxtart som beskrevs av Carl von Linné. Scrophularia lucida ingår i släktet flenörter, och familjen flenörtsväxter. Inga underarter finns listade i Catalogue of Life.